# Joan Lockton
Joan Lockton (1903 – ?) foi uma atriz de cinema britânica.

## Filmografia selecionada
- The Disappearance of the Judge (1919)
- Pillars of Society (1920)
- Miss Charity (1921)
- White Slippers (1924)
- Confessions (1925)
- A Woman Redeemed (1927)
- The King's Highway (1927)